# آلدو جوفره
آلدو جوفره (ایتالیایی: Aldo Giuffrè؛ ‏ ۱۰ آوریل ۱۹۲۴ – ۲۶ ژوئن ۲۰۱۰) بازیگر، کمدین و صداپیشه اهل ایتالیا بود. وی بین سال‌های ۱۹۴۸ تا ۲۰۰۱ در بیش از ۹۰ فیلم بازی کرد.
از فیلم‌هایی که وی در آن نقش داشته است، می‌توان به شب زفاف، خاطرات یک اپراتور تلفن، نوجوان، خوب، بد، زشت، دیروز، امروز، فردا، زندگی سگی، هرکول، سامسون و اولیس، چرخ‌وفلک ناپل، بچه‌های خیابان، زیباترین زوج جهان، سلام مریخی، عشاق لاتین، خوشی من، خوشی توست، لطفاً مراقب آملیا باش، تپانچه‌های پُر و عشق و ازدواج اشاره کرد.